# Mitsuoka Ryoga
El Mitsuoka Ryoga (光岡・リョーガ/凌駕, Mitsuoka Ryōga) és un automòbil de la marca japonesa Mitsuoka produït entre els anys 1998 i 2004 en dues generacions. La primera generació va estar basada en el Nissan Primera i la segona, en el Nissan Sunny. El Ryoga es comercialitzà en versió sedan i station wagon. Les dues generacions del model es van comercialitzar amb dos nivells: el Royal, que feia de bàsic i el Deluxe, superior a l'anterior.

## Primera generació (1998-2001)

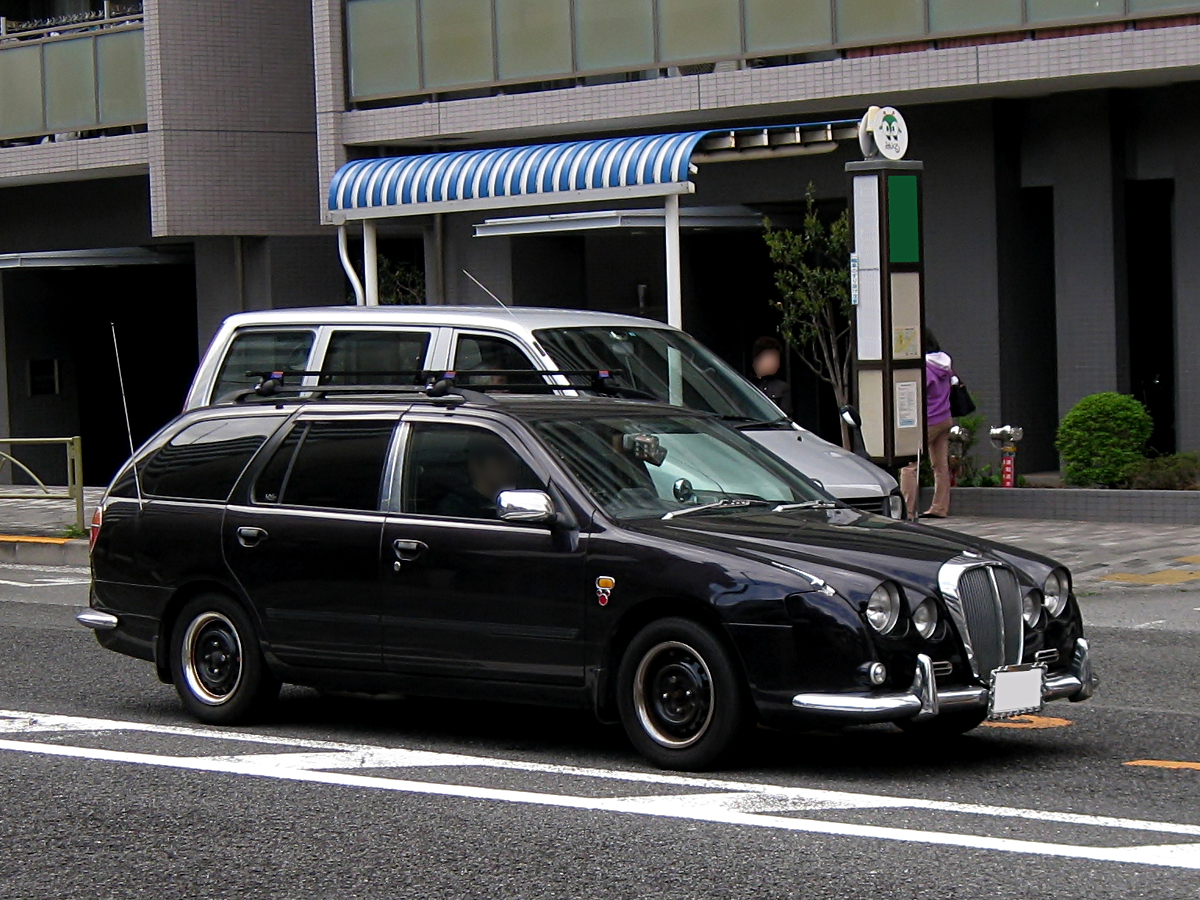
Ryoga Station Wagon (SW)

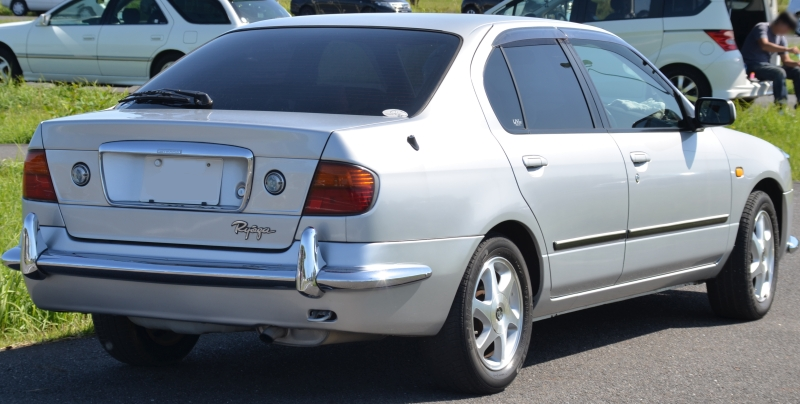
Visió darrera del Ryoga I

La primera generació del Ryoga es presentà l'any 1998 i es va fer sobre la base del Nissan Primera de segona generació. Com el seu equivalent de Nissan, el Ryoga fou comercialitzat amb carrosseria sedan i station wagon. El Ryoga de primera generació va ser equipat amb una motorització de 1800 i 2000 centímetres cúbics, amb una transmissió manual de cinc velocitats, automàtica de quatre i una CVT de sis. El gener de 2001, Mitsuoka va deixar de comercialitzar aquesta generació degut a que Nissan aturà la producció del Primera.

## Segona generació (2001-2004)

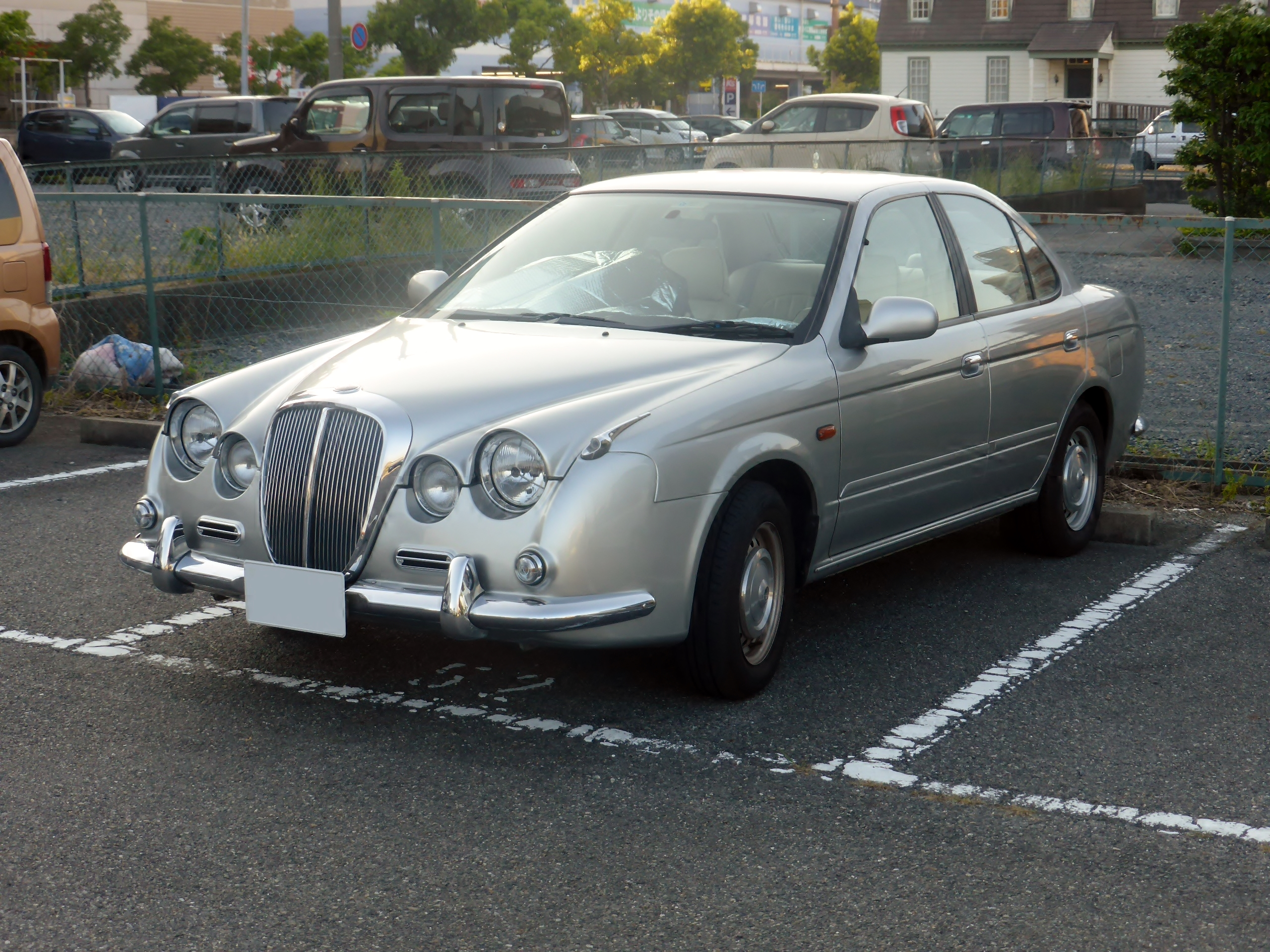
Visió frontal del Ryoga II

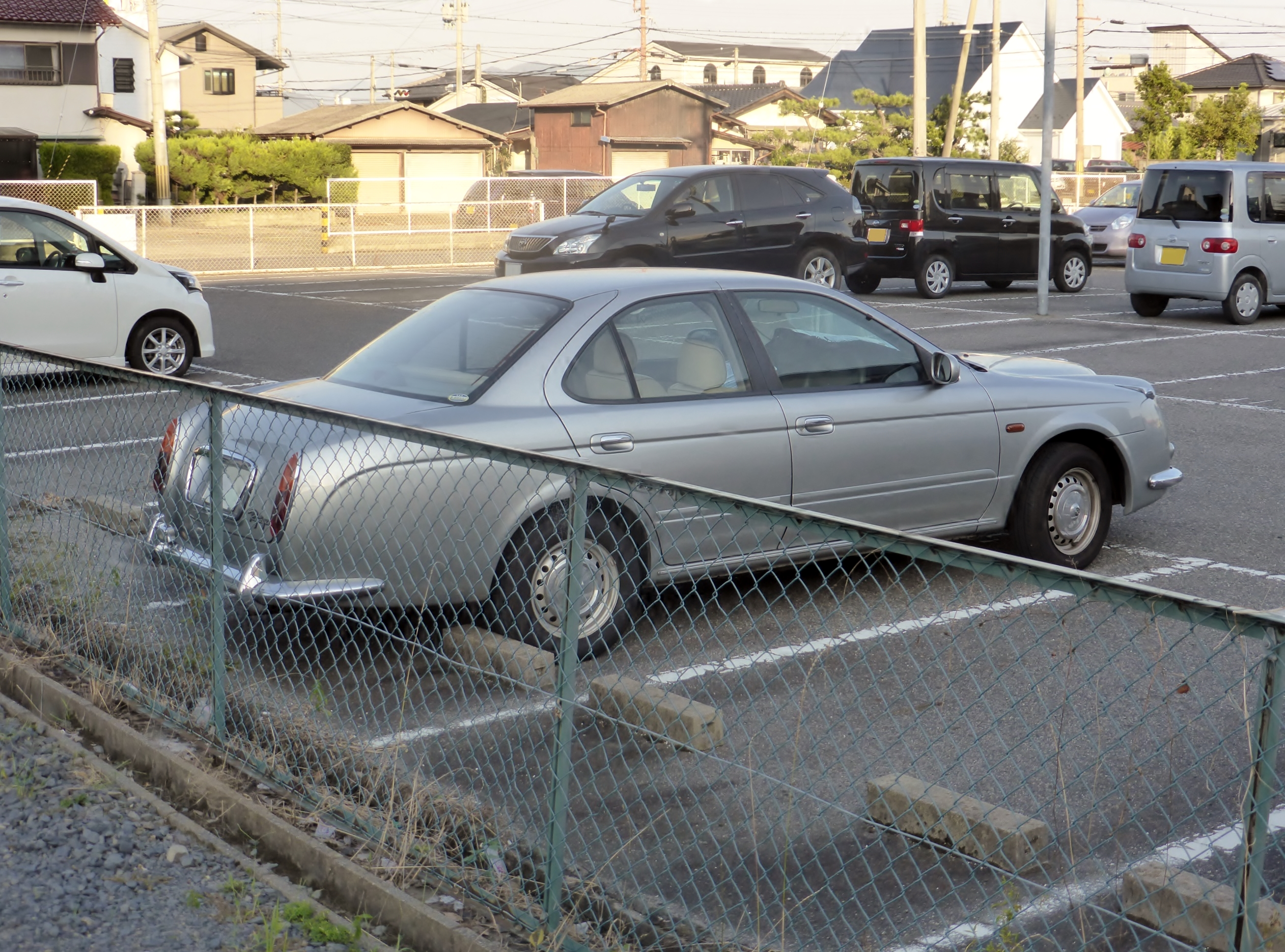
Visió del darrere

La segona generació del Mitsuoka Ryoga va estar basada en el Nissan Sunny de novena generació. El Ryoga II anava equipat amb un motor de 1500 i un de 1800 CC; mentres el de 1500 CC anava amb una transmissió manual de cinc velocitats o automàtica de quatre, el 1800 només podia equipar una caixa CVT. L'any 2004, l'últim de producció del model, Mitsuoka va traure al mercat dos edicions limitades del model: la Soft Leather Edition i la Final Model Edition. Amb la fi de la producció del Sunny el 2004, Mitsuoka va haver de deixar de vendre definitivament el Ryoga el mateix any.